# 杭州好味道
《杭州好味道》（英語：Hangzhou Delicacies）是香港亞洲電視製作的旅遊飲食節目。由姚佳雯和蒲進主持。每集大約30分鐘（連廣告），由2010年11月14日起，至12月19日止，逢星期日晚上8點於本港台首播，節目內容主要是於中國杭州介紹飲食及旅遊景點。
節目是繼《台灣好味道》一、二、三輯後，第四輯2011 aTV節目巡禮中的「好味道系列」，而第五輯－《上海好味道》緊隨播出。

## 內容
主持人於節目內會到杭州，除介紹飲食外，亦會介紹一些當地旅遊名勝。
- 第一集：大閘蟹宴、千島大魚、農家菜、街頭小吃
- 第二集：定勝糕、武大郎餅、老頭爆蝦、全羊宴、杭州牛雜
- 第三集：東坡肉、西湖醋魚、龍井蝦仁、錢塘江野生魚、杭州大排檔
- 第四集：補藥膳、乾隆魚頭、江南第一麵王

## 收視
以下為該節目於亞洲電視本港台首播之收視紀錄：
| 集數 | 日期           | 平均收視 | 百分比 |
| ---- | -------------- | -------- | ------ |
| 1    | 2010年11月14日 | 3點      | 11%    |
| 2    | 2010年11月21日 | 3點      | 12%    |
| 3    | 2010年12月5日  | 2點      | 5%     |
| 4    | 2010年12月19日 | 3點      | 12%    |

資料來源：CSM媒介研究(一個收視點代表63,600名觀眾)

## 記事
- 11月28日：由於播映特備節目《乳你一生齊關心 - 香港乳癌基金會五周年慈善晚會》，故節目暫停播映
- 12月5日：由於播映《2010亞洲小姐競選總決賽》，故播出時間改於22:30-23:00
- 12月12日：由於播映《亞洲星光大道3冠軍爭霸戰》，故節目暫停播映。

## 電視節目變遷
| 香港 亞洲電視 本港台 星期日20:00-20:30節目     | 香港 亞洲電視 本港台 星期日20:00-20:30節目 | 香港 亞洲電視 本港台 星期日20:00-20:30節目 |
| ---------------------------------------------- | ------------------------------------------ | ------------------------------------------ |
|                                                | 杭州好味道 （2010年11月14日－12月19日）    |                                            |
| 台灣好味道III （2010年8月15日－11月7日）       | 上海好味道 （2010年12月26日－）            |                                            |
| 香港 亞洲電視 亞洲高清台 星期一22:00-22:30節目 |                                            |                                            |
| 賀年兔餐好味道 （2011年1月24日－2011年2月7日） | 杭州好味道 （2011年2月14日－）             | 未定                                       |

## 外部連結
- 亞洲電視官方網站 - 杭州好味道